# 田中信夫
田中信夫（日语：／ Tanaka Nobuo，1935年8月1日—2018年10月17日），日本男性配音員、演員、旁白。出身於東京都。身高165cm。O型血。

## 簡介
出道以來從屬東京俳優生活協同組合，TBS放送劇團第6期出身。玉川大學畢業。

### 生平
田中信夫的演藝生涯是從電視草創時期起步。1958年從玉川大學畢業之後，加入TBS放送劇團成為第6期研究生，所屬期間，認識同行前輩大平透、大木民夫、浦野光等人。1968年起轉移加入東京俳優生活協同組合。除了以演員身分經常參演電視劇之外，同時廣泛在動畫、外語片及旁述節目等領域配音演出。
音域為男中音。主要在新聞、體預競賽、特攝英雄影集負責旁白解說工作。除了擔當朝日電視台播出的《藤岡弘、探險系列》之外，他擔任而廣為人知的是1992年至2008年在東京電視台播出的競賽節目《電視冠軍》。超級戰隊系列影集方面，1975年的《秘密戰隊五連者》到1996年的《激走戰隊車連者》曾經在劇中擔任旁白兼負責邪惡組織角色的配音。2006年播出的《轟轟戰隊冒險者》角色Mr.Voice是田中相隔10年於特攝影集復出的配音作品。
配音業界出道以來，他主要參加歐美電影和電視影集的日語配音工作，在這之中又以薜尼·鮑迪、丹尼·葛洛佛、葛瑞格·莫里斯、畢·雷諾斯及維克·莫羅等有這些美國演員出場的作品較多。
田中在他的代表作《勇士們》幫本片主角桑德斯中士配音的時候提到「沒有經歷過可怕事情的話意志就不會堅定」，也是田中對同名電影主角的設定所給他的印象。還有，田中說讓他自己最苦惱的是「我飾演的角色和本身的個性徹底完全相反，是否能填補我這項缺點也是我最擔心的」。另一方面，田中因為擔任過演員維克·莫羅主演作品的日文配音，所以有親自跟莫羅見面並進行對談。
動畫方面，為人熟知的有OVA版《JoJo的奇妙冒險》的DIO〈迪奧·布朗度〉、電視動畫《名偵探柯南》&《神偷怪盜》的茶木神太郎。
特長：落語。2010年，榮獲第4屆聲優Award功勞獎。
2018年10月17日，因食道癌在東京都的醫院逝世，享壽83歲。逝後，訃聞由之前在《動畫三槍手》跟田中配音合作的平野文10月20日於Twitter發文追悼。

## 繼任、代演
稍早，田中因為年事已高，一些配音工作已經在2011年交由其他配音員擔當。田中逝世之後，配音員接任作品如下：
- 石田彰、基頓山田－《電視冠軍復活版 樂高積木王座決定戰》：旁白
- 佐藤朝問（日语：佐藤アサト）－《電視冠軍R（日语：TVチャンピオンR）》：旁白
- 小柳良寬（日语：小柳良寛）－《電視冠軍極 ～KIWAMI～（日语：TVチャンピオン極 〜KIWAMI〜）》：旁白
- 真地勇志－《德川埋藏金系列》：旁白
- 金尾哲夫（日语：金尾哲夫）－《少棒闖天下（英语：The Bad News Bears）》：羅伊·特納（朝日電視台播出版追加收錄內容）
- 丸山壯史（日语：丸山壮史）－《虎膽妙算》：巴納德·"邦尼"·柯里爾（追加收錄內容）
- 田中耕二（日语：田中耕二 (俳優)）－《蝙蝠俠》：哈維·丹特檢察官／雙面人（朝日電視台播出版追加收錄內容）

## 演出
粗體字表示主要角色。

### 電視動畫
1963年
- 8號超人（劍谷）
- 原子小金剛 (1963年版)（湯姆遜）

1965年
- 來自未來的少年超級傑特（日语：スーパージェッター）（宇宙艦隊司令官）

1966年
- 哈里斯旋風（日语：ハリスの旋風）（岩波剛三老師[11]）

1968年
- 巨人之星（王貞治〈初代〉、梶）

1969年
- 妖怪人間貝姆（吉爾伯特）

1970年
- 小拳王（稻垣正平）

1971年
- 決斷 (動畫紀錄片)[12]
- 萬能旋風兒（日语：国松さまのお通りだい）（岩波剛三）

1972年
- 科學小飛俠（總裁X）
- 樫木莫克（日语：樫の木モック）

1973年
- 極真派空手道（日语：空手バカ一代）（飛鳥拳[13]）

1974年
- 柔道讚歌（日语：柔道讃歌）（帶刀省吾）

1975年
- 萬里尋父（日语：アンデス少年ペペロの冒険）（卡洛斯）

1978年
- 科學小飛俠II（總裁X）
- 星星王子 普奇·普蘭斯（法朗克[14]）

1979年
- 動畫紀行 馬可波羅的冒険（日语：アニメーション紀行 マルコ・ポーロの冒険）（薩伊德）
- 哆啦A夢 (大山羨代版)（雪男）
- 鲁邦三世 (TV第2部)（夏洛克·福爾摩斯三世）

1983年
- 漫畫日本史（日语：まんが日本史 (日本テレビ)）（足利尊氏）

1984年
- OKAWARI-BOY Starzan S（日语：OKAWARI-BOY スターザンS）（旁白）

1986年
- 宇宙船人馬座（日语：宇宙船サジタリウス）

1987年
- 動畫三劍客（日语：アニメ三銃士）（黎塞留樞機）

1989年
- 偶像英里子傳說（亞瑟·哈瓦德）
- 美味大挑戰（仁野社長）
- 黑色推銷員（頼母）

1990年
- 美味大挑戰（金昌榮）
- 森林大帝 (1989年版)（クンツ）
- 八百八町表裏 化妝師（日语：八百八町表裏 化粧師）（春永）

1993年
- 美味大挑戰 日美米戰爭（土田義助）

1994年
- 死係長（大田原三十郎）
- 勇者警察（三浦警部）

1996年
- 機動戰艦撫子號（福部·仁、海伯利昂皇帝）
- 鬼太郎 (第4作)（不倒翁）

1997年
- 名偵探柯南（茶木神太郎）

1999年
- 週刊故事樂園（日语：週刊ストーリーランド）（旁白、上司）

2000年
- 新科幻少年（日语：Sci-Fi HARRY）（麥克·史丹佛）

2001年
- 沙漠的海賊！隊長庫珀（日语：砂漠の海賊!キャプテンクッパ）

2002年
- 猴王五九（日语：アソボット戦記五九）

2003年
- The Big O Second Season（R·弗雷德里克·奥萊理）

2004年
- 魁!! 天兵高校（旁白）
- ONE PIECE（強納森）

2005年
- MONSTER（佩特·恰佩克）

2006年
- 銀色的Olynssis（日语：銀色のオリンシス）

2009年
- 洋葱和尚朝太郎（日语：ねぎぼうずのあさたろう）（大旦那）

2011年
- 戰國鬼才傳（千利休〈千宗易〉[15]）

2012年
- 名探偵柯南／神偷怪盜（茶木神太郎）

2014年
- 神偷怪盜1412（茶木神太郎）

### 電影動畫
1982年
- 傳說巨神伊甸王 接觸篇 THE IDEON; A CONTACT（旁白）
- 傳說巨神伊甸王 發動篇 THE IDEON; Be INVOKED（旁白）

1983年
- Crusher Joe（日语：クラッシャージョウ）

1987年
- 哆啦A夢：大雄與龍之騎士（軍團長[16]）

1989年
- 動畫三槍手：阿拉米斯的大冒險（日语：アニメ三銃士）（黎塞留樞機卿）

1992年
- 紅豬（空賊集團首領）

1999年
- 名偵探柯南：世紀末的魔術師（茶木神太郎）

2000年
- （覺、和尚）

2008年
- 名偵探柯南：戰慄的樂譜（堂本一揮[17]）

### OVA
1969年
- 魯邦三世 (1969年OVA)（日语：ルパン三世 パイロットフィルム）（旁白）

1986年
- 亞邦史克威爾 琥珀的追擊（日语：アーバンスクウェア 琥珀の追撃）（望月刑事）

1988年
- 機甲獵兵（日语：機甲猟兵メロウリンク）（史塔柯斯軍曹）

1989年
- 伊蘇（日语：イース (OVA)）（葛邦）
- 極黑之翼（日语：極黒の翼バルキサス）（巴羅爾）
- 銀河英雄傳說（庫布斯里上將）

1990年
- 新空手道地獄變（日语：新カラテ地獄変）（旁白）
- 莉卡娃娃：不可思議的Yunia物語（日语：リカちゃん）（青蛙）
- 羅德斯島戰記（カノン王）

1991年
- 風暴戰士奧鋼（I-Zack）
- BURN-UP（隊長）

1992年
- 創世機士凱亞斯（日语：創世機士ガイアース）（華洛克）
- BASTARD!! -暗黑破壞神-（吉歐·諾特·索特）

1993年
- JoJo的奇妙冒險（DIO〈迪奧·布朗度〉）

1994年
- 御宅星座（日语：おたくの星座）（旁白）
- 科學小飛俠 OVA版（總裁X）

1996年
- BURN-UP W（長官）

1997年
- 機動戰艦撫子號 特別先行篇 歡迎來到Belle Eguipe（福部·仁）

2000年
- JoJo的奇妙冒險 ADVENTURE（DIO〈迪奧·布朗度〉）

### 遊戲
- 天外魔境 第四默示錄（日语：天外魔境 第四の黙示録）（1997年，羅梅羅館長）
- 千劍物語（日语：サウザンドアームズ）（1998年，梅杜斯皇帝）
- CARRIER（2000年，亞倫·伯克）
- 警察官新宿24時（日语：ザ・警察官）（2001年，旁白）
- 喧嘩番長（日语：喧嘩番長）（2005年，旁白）
- 異域傳說三部曲［查拉圖斯特拉如是說］（日语：ゼノサーガ エピソードIII［ツァラトゥストラはかく語りき］）（2006年，冰爪·梅格斯）
- 喧嘩番長2 ～全速前進～（日语：喧嘩番長2 フルスロットル）（2007年，旁白）

### 外語配音

#### 演員
安東尼·霍普金斯
- 魔緣（英语：Audrey Rose (film)）（弗雷德裏克·特雷弗斯）※TBS版。
- 致命時刻（英语：Desperate Hours）（艾略特·胡佛）※東京電視台版。
- 象人（提姆·康奈爾）※TBS版[注 1]。

畢·雷諾斯
- Breaking In（英语：Breaking In）（Ernie Mullins）
- 火線警告（Paul Anderson）
- 炮彈飛車（Dom DeLuise）※朝日電視台版[注 2]。
  - 砲彈飛車2（Dom DeLuise）※朝日電視台版。
- 都市熱戰（英语：City Heat）（Mike Murphy）※朝日電視台版。
- 小鬼警察（英语：Cop and a Half）（Nick McKenna）
- 老教父再顯神威（英语：The Crew (2000 film)）（Joey "Bats" Pistella）
- Dan August（Dan August）
- 激流四勇士（Lewis Medlock）※朝日電視台版。
- 生死極速（英语：Driven (2001 film)）（Carl Henry）※東京電視台版[注 3]。
- 賣命生涯（英语：Hooper (film)）（Sonny Hooper）※朝日電視台版[注 1]。
- 最長的一碼（英语：The Longest Yard (1974 film)）（Paul "Wrecking" Crewe）※朝日電視台版。
- 猛虎出山（英语：Malone (film)） ※東京電視台版。（理查德·馬龍）※東京電視台版。
- 騷婦與大賊（英语：The Man Who Loved Cat Dancing (film)）（傑伊·格羅伯特）
- 決戰阿拉斯加（Walter Burns法官）
- 印第安人喬（英语：Navajo Joe）（納瓦霍·喬）
- 英雄一身膽（英语：Sharky's Machine (film)） ※朝日電視台版[注 1]。
- 上天下地大追擊（英语：Smokey and the Bandit II）（Bo "Bandit" Darville）※朝日電視台版。
- 脫衣舞娘（David Dilbeck眾議員）※影碟版。

丹尼·葛洛佛
- 小蟻雄兵（Barbatus）
- 紫色姐妹花（Albert Johnson）
- 六壯士續集（英语：Force 10 from Navarone (film)）（Lescovar上尉）※東京電視台版。
- 闖入者出擊（Frank "Dooke" Camparelli）※影碟版。
- 致命武器（羅傑·墨斐（英语：Roger Murtaugh））※TBS版。
- 致命武器2（羅傑·墨斐）※TBS版。
- 致命武器3（英语：Lethal Weapon 3）（羅傑·墨斐）※機內上映版。

佛朗哥·尼羅
- 終極警探2（Ramon Esperanza將軍）※朝日電視台版[注 4]。
- 六壯士續集（英语：Force 10 from Navarone (film)）（Lescovar上尉）※東京電視台版。
- The Tramplers（英语：Gli uomini dal passo pesante）（Charley Garvey）
- 凡賽斯謀殺案（英语：The Versace Murder）（Gianni Versace）

葛瑞格·莫里斯
- 新虎膽妙算 (1988年新版電視影集)（Barnard "Barney" Collier）※日本電視台版。
- 虎膽妙算 (1966年電視影集)（Barnard "Barney" Collier）
- 阿裏巴巴傳（英语：The Sword of Ali Baba）（Yusef）
- Vega$（英语：Vega$） ※日本電視台版。

薜尼·鮑迪
- 再生緣（戈登·拉爾夫）※朝日電視台版。
- 貝德福德軍變（英语：The Bedford Incident）（Ben Munceford）※朝日電視台版。
- 布克與牧師（英语：Buck and the Preacher）（Buck）
- 月黑風高殺人夜（Virgil Tibbs）
- Cape Town
- 逃獄驚魂（英语：The Defiant Ones）（Noah Cullen）※朝日電視台版。
- 二十九壯士（英语：Duel at Diablo）（Toller）
- 猜猜誰來吃晚餐（John Wayde Prentice醫師）
- 月黑風高殺人夜（Virgil Tibbs）※朝日電視台、TBS[注 1]版。
  - 神探勇闖毒龍潭（英语：The Organization (film)）（Virgil Tibbs）※TBS版[注 1]。
- 絕對目標：豺狼末日（英语：The Jackal (1997 film)）（Deputy Director）※日本電視台版[注 3]。
- 野百合（英语：Lilies of the Field (1963 film)）（Homer Smith）※朝日電視台版。
- 長船（英语：The Long Ships (film)）（Aly Mansuh）
- 吾愛吾師（英语：To Sir, with Love）（Mark Thackeray）※朝日電視台版。
- 一線生機（英语：The Slender Thread）（艾倫·紐厄爾）
  - 神鬼尖兵 ※日本電視台版[注 3]。

維克·莫羅
- 少棒闖天下（英语：The Bad News Bears）（Roy Turner）※朝日電視台版。
- 黑板森林（英语：Blackboard Jungle）（Artie West）
- 勇士們（Chip Saunders軍曹）[注 5]。
- 衝刺大黎明（英语：Dirty Mary, Crazy Larry） ※東京電視台、富士電視台版。
- 巨浪白鯊魚（英语：Great White (film)）（Ron Hamer）※VHS版、電視播出版。
- 凶煞魚怪（英语：Humanoids from the Deep）（漢克·史拉特瑞）※TBS版。
- The Take (1974年電影)[注 6]
- 陰陽魔界（英语：Twilight Zone: The Movie）（Bill Connor）※TBS版[注 7]。

#### 電影
- 荒野大鏢客 ※朝日電視台舊錄製版。
- 牡丹花血案（英语：A Lovely Way to Die）（喬納森·弗萊明〈肯尼斯·海依（英语：Kenneth Haigh）〉）
- 大河戀（Maclean兄弟的父親／牧師〈Tom Skerritt〉）
- 法律之上（英语：Above the Law (film)）（Nelson Fox〈Chelcie Ross〉）※朝日電視台版。
- 空軍一號（Norman Caldwell〈威廉·霍爾·梅西〉[18]）※日本電視台版。
- 異形（艾許（英语：Ash (Alien)）〈伊恩·荷姆〉）※DVD、LD版。
- 異形帝國（英语：Alien Nation）（Matthew Sykes〈詹姆士·肯恩〉）※VHS、DVD版。
- 航爆死亡角（英语：Airport '77）（唐·加拉格爾〈傑克·萊蒙〉）※朝日電視台版。
- 黑夜天使（英语：The Angel of the Night）（Bob〈Henri Vidal〉）
- 驚險之旅（英语：Arctic Blue）（Ben Corbett〈魯格·豪爾〉）※東京電視台版。
- 攻擊（英语：Attack (film)）（Harold "Harry" Woodruff中尉〈William Smithers〉）
- 浴火赤子情（約翰·“斧頭”·艾考克斯〈史考特·葛倫〉）※朝日電視台版。
- Baja (1995年電影)（巴恩斯〈蘭斯·亨利克森〉）※VHS版。
- 赤拳出擊（英语：Bare Knuckles）（羅伯特·維哈羅〈柴克·康恩〉）
- 蝙蝠俠 (1989年電影)（哈維·丹特檢察官／雙面人〈比利·迪·威廉斯〉）※朝日電視台版。
- 海灘遊俠（Don Thorpe隊長〈Monte Markham〉）
- 火爆三兄弟（英语：Beau Geste）（John〈Doug McClure〉）
- 霹靂炮2（英语：Beverly Hills Cop II）（Andrew Bogomil警部〈Ronny Cox〉）※朝日電視台版。
  - 霹靂炮3（英语：Beverly Hills Cop III）（Douglas Todd警部〈Gil Hill〉）※朝日電視台版。
- 阿比和阿弟的冒險（魯弗斯〈喬治·卡林〉）
- 慾海奇花（英语：Bitter Rice）（馬爾可〈拉夫·瓦羅尼（英语：Raf Vallone）〉）※NHK綜合版。
- 怒月衝天（英语：Black Moon Rising）（昆特〈湯米·李·瓊斯〉）
- 黑人奧菲爾（英语：Black Orpheus）（奧菲爾〈布雷諾·梅洛（英语：Breno Mello as Orfeu）〉）※富士電視台版。
- 黑色鬱金香（拉穆什男爵〈阿道夫·馬西拉克（英语：Adolfo Marsillach）〉）
- 革命萬歲（英语：Tepepa）（特佩帕〈托馬斯·米利安（英语：Tomas Milian）〉）
- 藍徽特攻隊（布魯諾·斯塔切爾中尉〈喬治·佩帕德〉）
- 藍絲絨（約翰·威廉斯〈喬治·迪克遜（英语：George Dickerson）〉）
- 第凡內早餐（尤尼歐西〈米基·魯尼〉）※富士電視台版。
- 斷戈浴血記（英语：Broken Lance）（喬·德維羅〈勞勃·韋納〉）※朝日電視台版。
- 狼之一族（英语：The Company of Wolves）（蘿莎琳的父親〈大衛·華納〉）
- 毀天滅地 ※朝日電視台版。
- 科學怪人的詛咒（Paul Krempe〈Robert Urquhart〉）
- 截殺威龍（英语：Death Warrant (film)）（Hawkins〈Robert Guillaume〉）※日本電視台版。
- 君子協定（Dave Goldman〈John Garfield〉）
- 四豪傑（英语：The Devil at 4 O'Clock）（Charlie〈Bernie Hamilton〉）
- 滑頭紳士闖通關（英语：The Distinguished Gentleman）（Olaf Andersen〈Joe Don Baker〉）※朝日電視台版。
- 奇愛博士（Lothar Zogg少尉〈James Earl Jones〉）※朝日電視台版[注 8]。
- Squadra volante／Emergency Squad（義大利語：Squadra volante (film)）（Tomás Milián）
- 追情殺手（英语：Enough (film)）（Jupiter〈Fred Ward〉）※東京電視台版。
- 衝向天外天（Charlie Drake〈Dick Miller〉）
- 一曲相思情未了（英语：The Fabulous Baker Boys） ※東京電視台版。
- 華氏451度（蒙塔格〈奧斯卡·威內爾（英语：Oskar Werner）〉）※TBS版。
- 大巧局（亞瑟·亞當森〈威廉·迪凡〉）※TBS版。
- 火狐狸（弗拉基米洛夫將軍〈克勞斯·洛維奇（英语：Klaus Löwitsch）〉）※TBS版。
- K計劃敢死隊（英语：Five for Hell）（格倫·霍夫曼中尉〈吉昂尼·嘉科（英语：Gianni Garko）〉）
- 鬼魂出没（亨利·曼杜爾〈湯姆·辛科斯〉）
- 荒野大進擊（英语：The Great Outdoors (film)）（羅曼·克雷格〈丹·艾克洛德〉）
- 大灰熊（英语：Grizzly (film)）（亞瑟·史考特〈理查德·傑克爾（英语：Richard Jaeckel）〉）
- 威尼斯賭王（英语：The Honeymoon Machine）（弗格森·“弗基”·霍華德〈史提夫·麥昆〉）
- 開運兔（休·海夫納[注 9]）
- 獵殺紅色十月（巴特·曼庫索指揮官〈史考特·葛倫〉）※朝日電視台版。
- 正義三兄弟！（英语：¡Three Amigos!）（幸運日〈史提夫·馬丁〉）※東京電視台版。
- 魚雷特擊（英语：In Enemy Country）（菲利浦·布拉登中校〈蓋伊·史多克威爾（英语：Guy Stockwell）〉）
- 伊普克雷斯檔案（英语：The Ipcress File (film)）（卡斯韋爾〈高登·傑克森（英语：Gordon Jackson (actor)）〉）
- 鐵鷹F-16續集（英语：Iron Eagle II）（查爾斯·“查琵”·辛克萊〈小路易斯·格塞特〉）
  - 鐵鷹3：鷹掠戰士（英语：Aces: Iron Eagle III）（查爾斯·“查琵”·辛克萊〈小路易斯·格塞特〉）
- 魔島生死劫（英语：The Island (1980 film)）（約翰·大衛·諾烏〈大衛·華納〉）※朝日電視台版。
- 侏羅紀公園（羅伯特·蒙度〈鮑勃·派克（英语：Bob Peck）〉）
- 殺手精英（英语：The Killer Elite）（鍾元〈岩松信〉）
- 電光飛鏢俠（英语：Krull (film)）（託基爾〈艾倫·阿姆斯壯（英语：Alun Armstrong）〉）※朝日電視台版。
- 崩裂的地球（英语：Lifeforce (film)）（科林·凱恩上校〈彼得·佛斯〉）※朝日電視台舊錄製版。
- 西點軍魂（英语：The Long Gray Line） ※朝日電視台版。
- 最長的一日（席恩中尉〈斯圖亞特·惠特曼（英语：Stuart Whitman）〉）※朝日電視台版。
- 鬼面公僕（英语：Maniac Cop）（派克〈理察·朗崔〉）※朝日電視台版[注 1]。
- 獨臂拳王大破血滴子（獨臂拳王〈王羽〉）
  - 獨臂拳王（獨臂拳王〈王羽〉）
- 中途島（英语：Midway (film)）（雷蒙德·斯普魯恩斯少將〈格倫·福特〉）※TBS、朝日電視台版。
- 怒海斬白鯨（英语：Moby Dick (1956 film)）（伊什梅爾（英语：Ishmael (Moby-Dick)）〈理查德·巴斯哈特（英语：Richard Basehart）〉）※朝日電視台版。
- 霹靂雄鷹（英语：Moon 44）（Sergeant Sykes軍曹〈Leon Rippy〉）
- 站在子彈上的男人（昆丁·赫斯堡〈羅伯特·高勒特（英语：Robert Goulet）〉）※朝日電視台版。
- 巡弋飛彈（Felix Leiter〈Bernie Casey〉）※電視播出版。
- 最後一個人（Zachary〈Lincoln Kilpatrick〉）
- 終極指令（英语：The Peacekeeper）（Douglas Murphy中校〈Michael Sarrazin〉）※朝日電視台版。
- 夜半歌聲 (1962年電影)（Lattimer〈Thorley Walters〉）※TBS版[注 3]。
- 人猿星球（Dodge中尉〈Jeff Burton〉）※富士電視台版。
- 紅蠍星（英语：Red Scorpion）（Kallunda Kintash〈Al White〉）※影碟版。
- 俠盜羅賓漢（英语：Robin Hood (1991 British film)）（羅傑·達蓋爾男爵〈傑倫·克羅貝（英语：Jeroen Krabbé）〉）
- 機器戰警（Clarence Boddicker〈Kurtwood Smith〉）※朝日電視台版。
- 火箭手（A. "Peevy" Peabody〈亞倫·阿金〉）※朝日電視台版。
- 雷霆尖兵（英语：Rolling Thunder (film)）（Charles Rane〈William Devane〉）
- 綠寶石（佐羅）※朝日電視台版。
- 狙擊手（英语：Search and Destroy (film)）（Martin Mirkheim〈Griffin Dunne〉）
- 成功的秘密（Howard Prescott〈Richard Jordan〉）※TBS版。
- 原野奇俠（英语：Shane (film)）（Joe Starrett〈Van Heflin〉）※東京電視台版。
- 雌雄轟天賊（英语：Sonny and Jed）（Jed Trigado〈Tomas Milian〉）
- 太空牛仔（Eugene "Gene" Davis〈William Devane〉）※日本電視台版。
- 間諜遊戲（Troy Folger〈Larry Bryggman〉）※東京電視台版。
- 戰地軍魂（英语：Stalag 17）（Dunbar〈Don Taylor〉）※富士電視台舊錄製版。
- 星際大戰5：帝國大反擊（Lando Calrissian男爵〈Billy Dee Williams〉）※朝日電視台版。
- 終極警探總動員（英语：Striking Distance）（Nick Detillo〈Dennis Farina〉）※朝日電視台版。
- 慧眼雄心（英语：Talent for the Game）（Virgil Sweet〈愛德華·詹姆斯·奧莫斯〉）
- 轉捩點（英语：The Turning Point (1977 film)）（Wayne Rodgers〈Tom Skerritt〉）※LD版。
- 從地心竄出（Earl Basset〈Fred Ward〉）※朝日電視台版。
- 兩分鐘警告（英语：Two-Minute Warning）（克里斯·巴頓〈約翰·卡薩維茲〉）※朝日電視台版。
- 魔鬼戰將（Bates提督〈Andy Romano〉）
- 殺無赦（Ned Logan〈摩根·弗里曼〉）※VHS、DVD版。
- 苦海餘生（英语：Voyage of the Damned）（Egon Kreisler〈Oskar Werner〉）
- 殊不簡單（Dick Cheney〈李察·德雷福斯〉）
- 華爾街（Carl Fox〈馬田·辛〉）※富士電視台版。
- 戰爭狂人（英语：The War Lover）（Buzz Rickson〈史提夫·麥昆〉）
- 我們不是天使（英语：We're No Angels (1955 film)）（Albert〈Aldo Ray〉）※富士電視台版。
- 威探闖通關（艾迪·瓦利安特〈鮑勃·霍斯金斯〉）※機內上映版。

#### 電視影集
- Adam-12（英语：Adam-12）（Jim Reed巡査〈Kent McCord〉）
- 海灘遊俠 (第2季)（Don Thorpe隊長〈Monte Markham〉）
- Bronk（英语：Bronk (TV series)）（John Webber巡査部長〈Tony King〉）
- 飛向月球（Emmett Seaborn〈Lane Smith〉）
- 檀島警騎（Dan Williams〈James MacArthur〉)
- 紳士密令（飯店服務人員、Simon〈讓·馬萊〉、巴士司機、Andrew Hague〈Ray Girardin〉 等）
- 麥勞探案（英语：McCloud (TV series)）（Joe Broadhurst刑事〈Terry Carter〉）
- 大冒險家（英语：The Name of the Game (TV series)）（Andy Hill〈Cliff Potts〉）
- 北與南（英语：North and South (miniseries)）（Garrison Grady〈Georg Stanford Brown〉）
- 外星界限 (1963年)（英语：The Outer Limits (1963 TV series)）（泰德·皮爾森、約瑟夫·里爾登、彼得·錢德勒）
  - 外星界限 (1995年)（英语：The Outer Limits (1995 TV series)）（查爾斯·哈爾西總統〈羅伯特·福克沃斯（英语：Robert Foxworth）〉）
- 三國演義（龐統士元〈金書貴〉）※NHK-BS2版。
- 銀河飛龍（Paul Manheim博士、Admiral Haftel提督、Alkar大使）
- That Girl（英语：That Girl）（Donald Hollinger〈Ted Bessell〉）
- 星際戰爭（Peter Carlin大尉〈Peter Gordeno〉）

#### 動畫
- 小蟻雄兵（Barbatus）
- 辛普森家庭（Carl）
- 蝙蝠俠（Simon Trent／Gray Ghost）

### 特攝影集
1971年
- 鏡子超人（鏡子超人之父的聲音）

1972年
- 超人巴狼1號（旁白）

1973年
- 詹伯A（戴蒙葛聶〈男〉的聲音）

1975年
- 伏魔三劍俠（旁白）
- 秘密戰隊五連者（旁白〈初代〉）

1985年
- 電擊戰隊變化人（旁白）

1989年
- 高速戰隊渦輪連者（旁白）

1995年
- 超力戰隊王連者（旁白）

1996年
- 激走戰隊車連者（宇宙邪惡技術顧問利奇海卡／利奇海卡利奇海卡的配音、利奇海卡利奇海卡化的理髮廳老爹）

2006年
- 轟轟戰隊冒險者（Mr.Voice的聲音）
- 轟轟戰隊冒險者 THE MOVIE 最強的密寶（Mr.Voice的聲音）

2007年
- 轟轟戰隊冒險者VS超級戰隊（Mr.Voice的聲音）

2010年
- 大魔神華音（都康的聲音）

2013年
- 非公認戰隊秋葉原連者 Season痛 第6痛（本人客串）

### 旁白
TBS
- 柔道一直線（1969年－1971年）
- 歡迎來到高原（日语：高原へいらっしゃい）（1976年）
- 秋刀魚的超級機關TV（日语：さんまのスーパーからくりTV）

朝日電視台
- 週三特別節目（日语：水曜スペシャル）：川口浩（日语：川口浩 (俳優)） 探險隊系列（1977年－1986年）
- 私鐵沿線97分署（日语：私鉄沿線97分署）（1984年－1986年，與國際放映（日语：国際放映）共同製作）※預告旁白。
- '88 World Pro Wrestling（日语：ワールドプロレスリング）（1988年）
- 藤岡弘、 探險隊系列（2003年－2005年，朝日電視台→EX）

富士電視台
- 世界超豪華珍品料理（日语：世界の超豪華・珍品料理）（1986年－1998年）
- 小知識之泉（2004年3月17日）※只擔當部分。
- （2006年）
- SP！（2008年）
- 日本之城（2010年，朝日Newstar（日语：朝日ニュースター））

其它電視台、媒體
- 電視冠軍→電視冠軍2（1992年－2008年，東京電視台）－2009年之後只在特別節目擔任。
- 大林組 安全守則錄影帶

### 電視劇
- 維新風雲錄
- 牛若丸島
- 賣馬的女人（日语：馬を売る女）
- 媽媽
- 吻（日语：くちづけ (テレビドラマ)）
- 作左物語
- 左近右近
- 白傷
- 根物語

### 真人電影
- 忍者武藝帳（日语：忍者武芸帳）（柳生宗嚴）

### 原產影像視頻
- 鬥牌傳說赤木（旁白）
  - 雀魔說赤木

### 廣播劇CD
- 機動戰士鋼彈0083：Stardust Memory 倫卡洋面砲擊戰（阿爾比昂·休茲砲術長）

### 電視廣告
- 週刊就職情報　獎勵篇（上司（飾演））
- 小林製藥（藥劑師（飾演）、旁白）
- 資生堂（旁白）
- 菊正宗（旁白）
- 世紀末超自然學院（節目宣傳旁白）
- 日清食品「合味道 、滷製 (角煮)、糖醋豬肉 (酢豚)、」（旁白）
- Kinko醬油（日语：キンコー醤油）（旁白）

### 其它
- TOKYO-FM SUNTORY Saturday Waiting Bar "AVANTI"（日语：サントリー・サタデー・ウェイティング・バー）“Avanti／前進” 教授
- 東京國立博物館 「對決 巨匠們的日本美術」聲音導遊（乾山）
- 兒童布偶劇場（日语：こどもにんぎょう劇場）

## 腳註

## 外部連結
- 田中信夫｜東京俳優生活協同組合，存于 （日語）
- 田中信夫 （页面存档备份，存于） （日語）－日本電影數據庫
- 田中信夫 （页面存档备份，存于） （日語）－allcinema（日语：allcinema）
- 田中信夫 （页面存档备份，存于） （日語）－KINENOTE（日语：キネマ旬報映画データベース）
- Nobuo Tanaka在互联网电影资料库（IMDb）上的資料（英文）
- 田中信夫 Movie Walker （页面存档备份，存于） （日語）